# NV (New Voice)
«NV» (англ. New Voice — новий голос) — український друкований щотижневий суспільно-політичний журнал. Також має інформаційно-новинний сайт українською, російською та англійською мовами та онлайн-версію українською та російською мовами. До червня 2019 року мав назву рос. «Новое Время» (новий час) або повну — рос. «Новое Время Страны» (новий час країни). 
Із 2014 року журнал виходить щоп'ятниці, висвітлює новини в Україні та світі, публікує аналітику та інтерв'ю з політиками, репортажі з гарячих точок, розслідування, авторські матеріали тощо.

## Історія
Журнал було створено навесні 2014 року журналістами, які протягом 2003—2013 років працювали над українським російськомовним журналом «Корреспондент». Інвестором проєкту став чеський бізнесмен Томаш Фіала, голова української інвестиційної компанії Dragon Capital та президент Європейської бізнес асоціації.
Перший випуск журналу вийшов 16 травня 2014 року тиражем понад 18 тис. примірників. Сайт nv.ua з'явився у червні 2014 року з російськомовним інтерфейсом, а у 2015 сайт отримав також і україномовний інтерфейс. 
До першої річниці початку Євромайдану на сайті видання з'явився спецпроєкт спогадів про Майдан — #remembermaidan.
17 червня 2014 року був запущений сайт журналу, на той час доступний виключно російською; 20 серпня 2015 році сайт отримав також і українськомовний інтерфейс. У 2016 журнал запустив онлайн електронну версію журналу, яка на додачу до російськомовної версії отримала й українськомовну. Починаючи з № 30 (від 12 серпня 2021 року) друкована версія тижневика «НВ» почала виходити виключно українською мовою; електронна ж версія тижневика продовжила виходити у двох мовних варіантах: українськомовному та російськомовному.
22 червня 2019 року пройшов ребрендинг видання та сайту на НВ, а 30 грудня 2022 року — на New Voice.

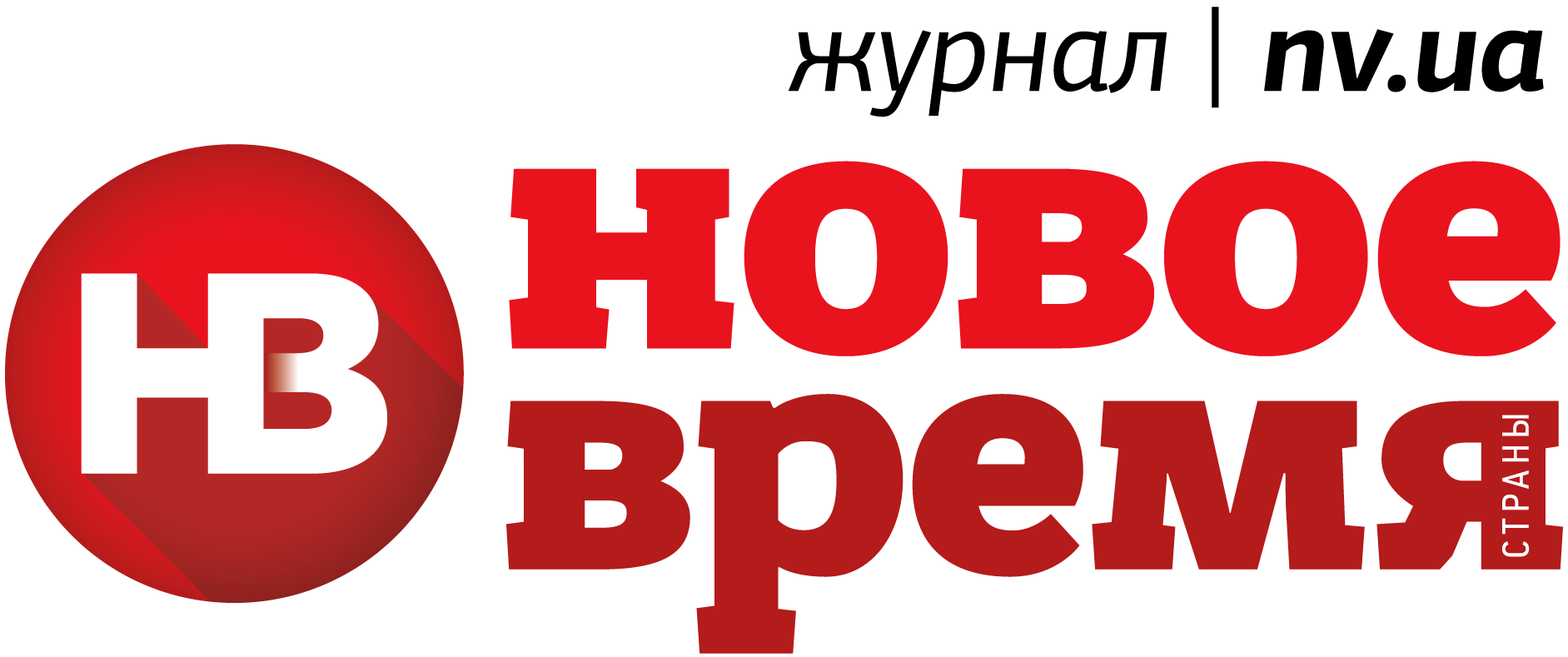
Логотип у 2014—2019 роках
Логотип у 2019—2022 роках

## Відзнаки та рейтинги

### Журналістські відзнаки
- У червні 2015 року головний редактор Віталій Сич отримав журналістську нагороду у номінації «Найкращий діловий редактор» «Presszvanie».[13]
- У листопаді 2015 року російськомовна стаття журналіста «НВ» Павла Добровольського «Внутренний мир ДНР» (англ. Internal world of DPR; укр. Внутрішній світ ДНР) увійшла до ТОП-5 журналістського конкурсу «Writing for CEE».[14][15]
- У серпні 2019 року видання «НВ» отримало журналістську нагороду Free Media Awards[en].[16][17][18]
- У березні 2022 року ІМІ рекомендував сайт «НВ» як достовірне медіа[19].

### Рейтинг українських інтернет-ЗМІ за версією ІМІ
У червні 2021 року «НВ» посів №2 серед українських інтернет-ЗМІ за дотриманням професійних стандартів, за аналізу ІМІ. За даними дослідження, 92 % матеріалів видання не мали порушень професійних стандартів. На сайті було на 100 % дотримано стандарту достовірності, але зафіксовано матеріали з порушенням стандарту балансу.

## Контроверсійності

### Вилучення контенту на вимогу Роскомнадзору
2016 року головний редактор журналу Віталій Сич заявив, що РФ була на другому місці серед відвідувачів сайту після України. Оскільки деякі статті сайту викликали невдоволення російського Роскомнадзору, той періодично надсилав адміністраторам видання вимоги видалити деякі з матеріалів і погрози заблокувати доступ до видання у Росії в разі відмови. За даними Сича, журнал почав прибирати з сайту статті, що втратили популярність, щоб не втрачати російську аудиторію.

### Звільнення журналістів 2018 року
22 грудня 2018 року з видання звільнилась вся команда журналістів відділу «НВ Бізнес». За даними головного редактора Віталія Сича, це було спільним рішенням через роботу цих журналістів у сторонніх проєктах. 26 грудня 2018 року на Facebook-сторінці «Журналісти проти джинси» було опубліковано відкритий лист, де анонімні журналісти звинувачували Томаша Фіалу у звільненнях з «НВ Бізнес» за джинсу (замовні статті без розкриття рекламності). Фіала відповів, що він не звільняв журналістів, а джинсу у виданні не прокоментував.